# Raney Aronson-Rath
Raney Aronson-Rath (...) è una giornalista e produttrice televisiva statunitense.

## Biografia
Raney Aronson-Rath è cresciuta nel Vermont. Nel 1992 ha conseguito la laurea in Indologia presso l'Università del Wisconsin-Madison. Successivamente, nel 1995, ha conseguito un master presso la Graduate School of Journalism della Columbia University. Ha iniziato la sua carriera giornalistica a Taipei, lavorando per il The China Post. In seguito, ha lavorato per diversi giornali e reti televisive, tra cui ProPublica, The New York Times, CBS, Univision, PBS NewsHour, ABC News, The Wall Street Journal e MSNBC. Dal 2003 lavora per il programma televisivo Frontline, di cui è anche produttrice esecutiva. Nel 2012 è stata nominata vicedirettrice del programma da David Fanning. Nel 2024 ha vinto il Premio Oscar al miglior documentario per 20 Days in Mariupol di Mstyslav Černov.

## Filmografia

### Produttrice

#### Televisione
- Time & Again - programma TV, 35 episodi (1997-1998)
- Frontline/World - programma TV, 5 episodi (2003-2008)
- Frontline - programma TV, 330 episodi (2003-in corso)
- God in America - programma TV, 3 episodi (2010)
- This World - programma TV, episodio 11x08 (2014)
- Dispatches - programma TV, episodio 31x26 (2017)
- Panorama - programma televisivo, 2 episodi (2018-2020)
- Un(re)solved - programma televisivo, 5 episodi (2021)
- The Power of Big Oil - miniserie TV, 3 episodi (2022)

#### Documentari
- The Interrupters, regia di Steve James (2011)
- Abacus: Small Enough to Jail, regia di Steve James (2016)
- Alla mia piccola Sama, regia di Waad al-Kateab e Edward Watts (2019)
- On The President's Orders, regia di James Jones e Olivier Sarbil (2019)
- A Thousand Cuts, regia di Ramona S. Diaz (2020)
- The Choice 2020: Trump vs. Biden, regia di Michael Kirk (2020)
- Germany's Neo-Nazis & the Far Right, regia di Evan Williams (2021)
- 20 Days in Mariupol, regia di Mstyslav Černov (2023)

#### Cortometraggi
- Betting on Trump: Coal, regia di Elaine McMillion Sheldon (2017)
- Tutwiler, regia di Elaine McMillion Sheldon (2019)
- Ebola in Congo, regia di Ben C. Solomon (2019)

### Montatrice
- Frontline - programma TV, 31 episodi (2022-in corso)

### Regista
- Frontline - programma TV, 5 episodi (2003-2007)

### Sceneggiatrice
- Frontline - programma TV, 5 episodi (2003-2007)

## Riconoscimenti
- Premio Oscar
  - 2024 - Miglior documentario per 20 Days in Mariupol
- Premi BAFTA
  - 2024 - Miglior documentario per 20 Days in Mariupol
  - 2024 - Candidatura al miglior film in lingua straniera per 20 Days in Mariupol